# Coppa del Re 2013-2014 (pallavolo)
La Coppa del Re 2013-2014 si è svolta dal 14 al 16 febbraio 2014: al torneo hanno partecipato sei squadre di club spagnole e la vittoria finale è andata per la nona volta al Club Voleibol Almería.

## Regolamento
Le squadre hanno disputato quarti di finale (non hanno partecipato la prima e la seconda classificata al termine del girone di andata della regular season di Superliga 2013-14, già qualificate alle semifinali), semifinali e finale.

## Squadre partecipanti
| Squadra     | Qualificazione                             | Ultima partecipazione |
| ----------- | ------------------------------------------ | --------------------- |
| Almería     | ?ª al girone di andata Superliga 2013-2014 | Coppa del Re 2012-13  |
| L'Illa-Grau | ?ª al girone di andata Superliga 2013-2014 | Coppa del Re 2011-12  |
| Esquimo     | ?ª al girone di andata Superliga 2013-2014 | Coppa del Re 2012-13  |
| Eivissa     | ?ª al girone di andata Superliga 2013-2014 | Coppa del Re 2012-13  |
| 7 Islas     | ?ª al girone di andata Superliga 2013-2014 | Coppa del Re 2012-13  |
| Teruel      | ?ª al girone di andata Superliga 2013-2014 | Coppa del Re 2012-13  |

## Torneo

### Tabellone
|  | Quarti di finale | Quarti di finale | Quarti di finale |         |   | Semifinali | Semifinali | Semifinali |  |  | Finali | Finali  | Finali |
|  |                  |                  |                  |         |   |            |            |            |  |  |        |         |        |
|  | -                | -                | -                |         |   |            |            |            |  |  |        |         |        |
|  | -                | -                | -                |         |   |            |            |            |  |  |        |         |        |
|  | -                | -                | -                |         |   | Eivissa    | 3          |            |  |  |        |         |        |
|  |                  |                  |                  |         |   | Eivissa    | 3          |            |  |  |        |         |        |
|  |                  |                  | 7 Islas          | 1       |   |            |            |            |  |  |        |         |        |
|  |                  | L'Illa-Grau      | 7 Islas          | 1       | 1 |            |            |            |  |  |        |         |        |
|  |                  | L'Illa-Grau      |                  |         | 1 |            |            |            |  |  |        |         |        |
|  |                  | 7 Islas          | 3                |         |   |            |            |            |  |  |        |         |        |
|  |                  |                  |                  |         |   |            |            |            |  |  |        | Eivissa | 0      |
|  |                  |                  |                  | Almería | 3 |            |            |            |  |  |        |         |        |
|  | -                | -                | -                |         |   |            |            |            |  |  |        |         |        |
|  | -                | -                | -                |         |   |            |            |            |  |  |        |         |        |
|  | -                | -                | -                |         |   | Teruel     | 1          |            |  |  |        |         |        |
|  |                  |                  |                  |         |   | Teruel     | 1          |            |  |  |        |         |        |
|  |                  |                  | Almería          | 3       |   |            |            |            |  |  |        |         |        |
|  |                  | Almería          | Almería          | 3       | 3 |            |            |            |  |  |        |         |        |
|  |                  | Almería          |                  |         | 3 |            |            |            |  |  |        |         |        |
|  |                  | Esquimo          | 0                |         |   |            |            |            |  |  |        |         |        |

### Risultati

#### Quarti di finale
| 14 febbraio 2014 Palacio Multiusos Guadalajara, Guadalajara Durata: ? - Spettatori: ? | L'Illa-Grau | 1 - 3 | 7 Islas | 23-25, 25-23, 21-25, 20-25 |
| 14 febbraio 2014 Palacio Multiusos Guadalajara, Guadalajara Durata: ? - Spettatori: ? | Almería     | 3 - 0 | Esquimo | 25-18, 25-20, 25-22        |

#### Semifinali
| 15 febbraio 2014 Palacio Multiusos Guadalajara, Guadalajara Durata: ? - Spettatori: ? | Eivissa | 3 - 1 | 7 Islas | 22-25, 25-20, 25-23, 25-19 |
| 15 febbraio 2014 Palacio Multiusos Guadalajara, Guadalajara Durata: ? - Spettatori: ? | Teruel  | 1 - 3 | Almería | 26-28, 25-19, 22-25, 17-25 |

#### Finale
| 16 febbraio 2014 Palacio Multiusos Guadalajara, Guadalajara Durata: ? - Spettatori: ? | Eivissa | 0 - 3 | Almería | 20-25, 23-25, 22-25 |